# Fure
Die Fure ist ein Fluss in Frankreich, der im Département Isère in der Region Auvergne-Rhône-Alpes verläuft. Sie entspringt im Gemeindegebiet von Charavines aus dem See Lac de Paladru, entwässert in mehreren Windungen generell in südlicher Richtung und mündet nach rund 25 Kilometern im Gemeindegebiet von Tullins von rechts in den Canal de la Morge. Dieser verläuft weitere acht Kilometer in knappem Abstand zwischen der Autobahn A49 und dem Fluss Isère und mündet schließlich in diesen.

## Orte am Fluss
(Reihenfolge in Fließrichtung)
- Charavines
- Apprieu
- Rives
- Renage
- Fures, Gemeinde Tullins

## Sehenswürdigkeiten
- Autobahnviadukt der A48 knapp nördlich von Rives über das Flusstal